# Джанет Азімов
Джанет Опал Азімов (уроджена Джепсон; 6 серпня 1926 — 25 лютого 2019), зазвичай записувана як ДЖО Джепсон — американська письменниця-фантастка, психіатриня і психоаналітикиня.
У 1970-х почала писати дитячу наукову фантастику. З 1973 року і до його смерті в 1992 році вона була одружена з Айзеком Азімовим, вони співпрацювали над низкою науково-фантастичних книг, орієнтованих на молоду аудиторію, включаючи серію «Норбі». Вона померла в лютому 2019 року у віці 92 років.

## Освіта і кар'єра
Джеппсон здобула ступінь бакалавра в Стенфордському університеті (спочатку відвідувала коледж Велслі), ступінь докторки медицини в медичній школі Університету Нью-Йорка, пройшовши спеціалізацію з психіатрії в лікарні Белв'ю. У 1960 році вона закінчила Інститут психоаналізу імені Вільяма Алансона Вайта, де продовжувала працювати до 1986 року. Після одруження з Айзеком Азімовим вона продовжувала займатися психіатрією та психоаналізом під ім'ям Джанет О. Джеппсон і під цим ім'ям публікувала медичні статті.

## Літературна активність
Першим опублікованим твором Джанет Азімова був «загадковий короткометражний фільм», проданий Гансу Стефану Сантессону для журналу The Saint Mystery Magazine, який опублікувався в номері за травень 1966 року. Її першим романом був «Другий експеримент» у 1974 році. Протягом своєї кар'єри Азімов писала переважно науково-фантастичні романи для дітей. Як психіатриня вона включила у свої твори аспекти психоаналізу, людської особистості та інші ідеї, пов'язані з психіатрією. За словами Айзека Азімова, книги, які Джанет Азімов написала разом з ним, на 90 % належали Джанет, і видавництво хотіло вказати його ім'я на книгах «для кращого продажу». Після смерті Айзека вона взялася за написання його синдикованої науково-популярної колонки в Los Angeles Times.

## Шлюб
Джанет Джепсон почала зустрічатися з Айзеком Азімовим у 1970 році відразу після його розлучення з Гертрудою Блугерман. Одружилися вони 30 листопада 1973 року, через два тижні після розлучення Азімова. Попри виховання Джепсон у Церкві Ісуса Христа Святих Останніх Днів, їхній шлюб уклав лідер гуманістичної релігійної групи Ethical Culture, до якої вона пізніше приєдналася. Того ж дня вона дізналася, що вийде її перший роман «Другий експеримент» (під дошлюбним прізвищем).
Шлюб тривав до смерті чоловіка в 1992 році внаслідок , пов'язаних з ВІЛ, який він отримав у 1983 році під час переливання крові під час операції шунтування. Як повідомляється, Джанет звернулася до медичних текстів після того, як у Ісаака почалися симптоми, і попросила його зробити тест на ВІЛ. Його лікарі наполягали на тому, що вона не мала рації, і перевірили Ісаака на інфекцію лише після того, як він серйозно захворів. Вона хотіла, щоб інформація була оприлюднена, але лікарі наполягали на тому, щоб її не розголошувати навіть після смерті Ісаака. Коли всі лікарі, які радили мовчати, померли, Джанет Азімов оголосила про це публічно.

### Романи
- Другий експеримент (1974) (в титрах: J.O. Jeppson)
- Останній безсмертний (1980) (продовження Другого експерименту) (в титрах J.O. Jeppson)
- Перенесення розуму (1988)
- Пакет у гіперпросторі (1988)[24]
- Вбивство в Товаристві галактичних письменників (1994)
- ТДім, де танцювала Айседора (2009) (в титрах: J.O. Jeppson)

### Хроніки Норбі (з Айзеком Азімовим)
- Норбі, заплутаний робот (1983)
- Інший секрет Норбі (1984)
- Норбі і загублена принцеса (1985)
- Норбі та загарбники (1985)
- Норбі і намисто королеви (1986)
- Норбі знаходить лиходія (1987)
- Норбі на землю (1988)
- Велика пригода Норбі та Йобо (1989)
- Норбі і найстаріший дракон (1990)
- Норбі та придворний блазень (1991)
- Норбі та жахливе таксі (1997) Написано самостійно, після смерті чоловіка.

### Збірки
- Таємниче лікування та інші історії анонімних психіок (1985) (як Джо Джеппсон у твердій обкладинці, як Джанет Азімов у м'якій обкладинці)[25]
- Дотик: епідемія тисячоліття. Під редакцією Патріка Мерла.ISBN 0-7434-0715-6 . (Співавтор Джанет Азімов)

### Антології
- Простір сміється: смішна наукова фантастика з гумором (1982) з Айзеком Азімовим

### Публіцистика
- Як отримувати задоволення від письма: Книга допомоги та втіхи (1987) з Айзеком Азімовим
- Кордони II (1993) з Айзеком Азімовим
- Це було гарне життя (2002) змонтований разом з Айзеком Азімовим
- Примітки до спогаду: Про Ісаака Азімова, життя та письмо (як Джанет Джеппсон Асімов) (Нью-Йорк: Prometheus Books, 2006);ISBN 1-59102-405-6[26]